# Leptodermis forrestii
Leptodermis forrestii là một loài thực vật có hoa trong họ Thiến thảo. Loài này được Diels mô tả khoa học đầu tiên năm 1912.